# Hermann Ottens
Otto Hermann Ottens (* 21. September 1825; † 3. Juni 1895 in Eimsbüttel) war ein deutscher Landwirt und Parlamentarier.

## Leben
Ottens studierte 1846–1848 an der Christian-Albrechts-Universität zu Kiel und der Ruprecht-Karls-Universität Heidelberg. 1846 wurde er Mitglied des Corps Holsatia. 1847 schloss er sich dem Corps Guestphalia Heidelberg an. Als Leutnant der Kavallerie nahm er an der Schleswig-Holsteinischen Erhebung gegen Dänemark teil. Anschließend, ab 1851, war er Landwirt in Hennstedt (Dithmarschen) und Wesselburen, Kreis Norderdithmarschen. Ab 1889 lebte er als Privatier in Eimsbüttel bei Hamburg.
Von 1860 bis 1866 gehörte Ottens als Ständedeputierter der kleineren Landbesitzer der Holsteinischen Ständeversammlung an. Von 1870 bis zu seinem Tod 1895 saß er als Abgeordneter des Wahlkreises Schleswig-Holstein 12 (Norderdithmarschen) im Preußischen Abgeordnetenhaus, wo er der Fraktion der Nationalliberalen Partei angehörte.